# Дашко-Ніколаєвка
Да́шко-Нікола́євка (каз. Дашко-Николаевка) — село у складі Тайиншинського району Північноказахстанської області Казахстану. Входить до складу Яснополянського сільського округу.
Населення — 321 особа (2021; 518 у 2009, 652 у 1999, 718 у 1989).
Національний склад станом на 1989 рік:
- українці — 30 %
- німці — 25 %.

Колишні назви — Дашконіколаєвка, Дашково-Ніколаєвка.